# 天主教阿斯科利皮切諾教區
天主教阿斯科利皮切諾教區（拉丁語：Dioecesis Asculana in Piceno）是天主教會在義大利的一個教區。屬費爾莫總教區。

## 歷史
傳統上的開教者是在戴克里先在位期間殉道的聖愛米巨，而第一位有文獻記載的主教出現於451年，他代表教宗良一世參加迦克墩公會議。2000年3月11日前一直由聖座直轄。

## 現況
教區包括費爾莫省西南部十七市和泰拉莫省北部兩市。2012年有教友106,512人，佔轄區總人口99.1%。教區下轄七十個堂區，有111名司鐸。現任教區主教為若望·德爾科萊。